# Хромая утка

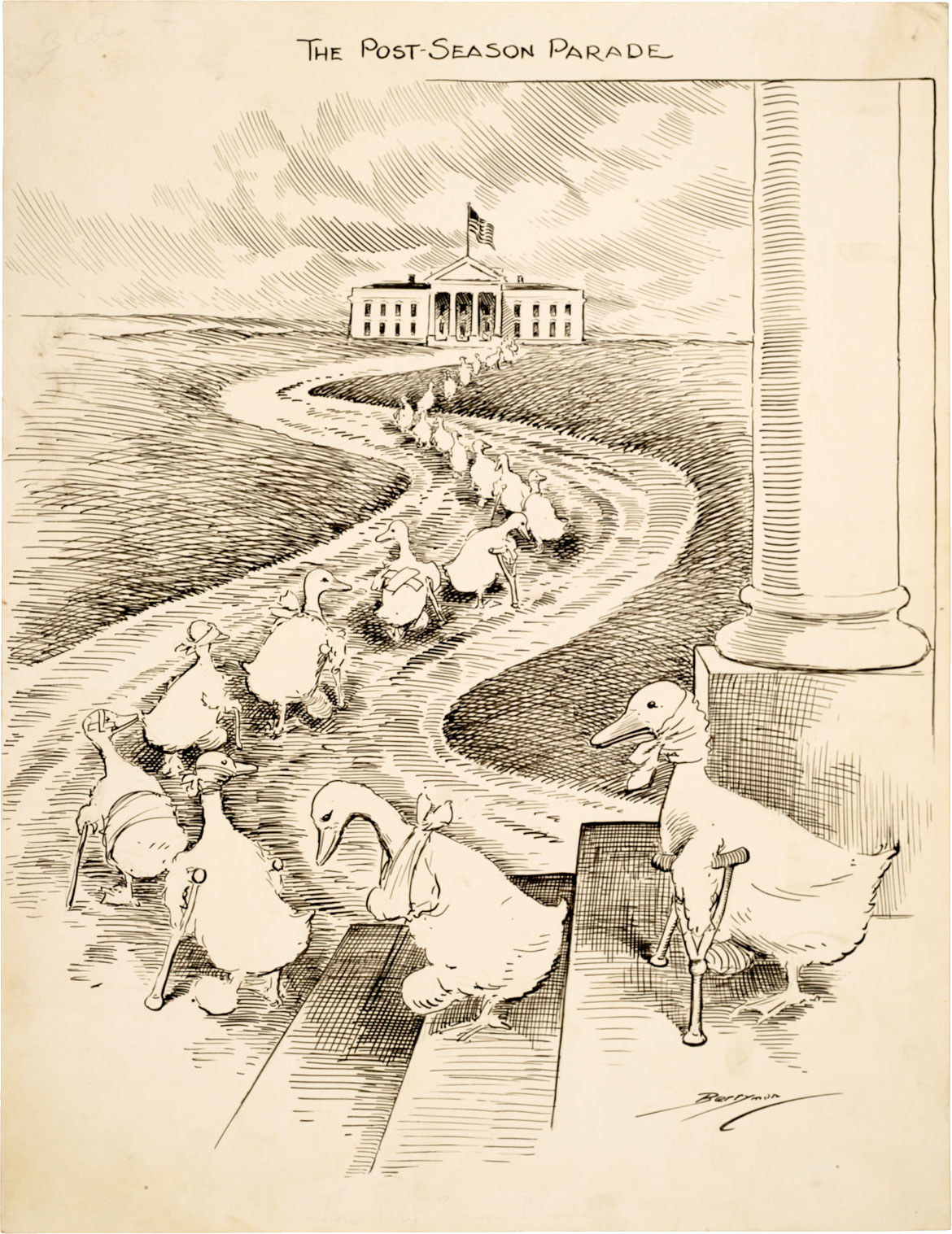
Хромые утки. Карикатура 1915 года

«Хромая утка» (англ. lame duck) — в американском политическом сленге прозвище президента США, вскоре покидающего свой пост в результате проигрыша очередных выборов или исчерпания своего права выдвигать на них свою кандидатуру в соответствии с 22-й поправкой к Конституции США. В особенности после того, как выбран его преемник.

## Возникновение термина
Буквальный смысл выражения отсылает к болезни нижних конечностей, которой страдают водоплавающие птицы, из-за которой они теряют возможность передвигаться и становятся лёгкой добычей. В XVIII веке термином обозначали брокера, объявившего себя несостоятельным должником.
В американском политическом жаргоне словосочетание появилось в середине XIX века, им называли выборное лицо, на место которого уже избран другой, но чьи полномочия ещё не истекли. Президентские выборы в США проходят в первый вторник ноября. Новоизбранный Президент США вступает в должность в полдень 20 января следующего года. До принятия в 1933 году 20-й поправки к Конституции инаугурация проходила 4 марта. Помимо уходящего Президента США последнюю сессию Конгресса США прежнего созыва также называют сессией «хромых уток».
Помимо общего негативного звучания, выражение «хромая утка» в американском политическом сленге обозначает также вообще политика, которому более не суждено переизбраться.

## Примеры
Не переизбранный Президент США Джон Адамс произвёл назначения своих сторонников на судебные посты. Новый Президент США Томас Джефферсон отказался признавать эти назначения, и было инициировано дело Марбери против Мэдисона 1803 года, в ходе которого сторонник Адамса — Уильям Марбери — обратился в Верховный суд США, который, хотя и состоял из политических противников Джефферсона и Мэдисона, назвал отказ в выдаче мистеру Марбери судейской лицензии незаконным, но заодно признал неконституционным закон, на основании которого Марбери подал свою петицию.
В 1952 году после победы на президентских выборах Дуайта Эйзенхауэра был создан прецедент: он со своим предшественником из другой партии Гарри Трумэном два месяца обсуждал проблемы внешней и внутренней политики, как и их министры.
20 января 2001 года за несколько часов до окончания своего президентского срока Билл Клинтон помиловал более 140 человек, осуждённых за различные преступления (за первый срок помилован не был никто, во второй срок — несколько человек), в том числе своего единоутробного брата Роджера. Это вызвало неоднозначную реакцию в обществе. Сам переходный период от Билла Клинтона к Джорджу Бушу-младшему из-за затянувшегося спора о победителе с участием Верховного Суда США сократился до одного месяца и семи дней.
17 ноября 2024 года Джо Байден разрешил Украине использовать поставленные американцами дальнобойные ракеты для ударов вглубь российской территории, хотя на протяжении трех лет воздерживался от этого шага. А 1 декабря 2024 года он помиловал своего сына Хантера, несмотря на обещания, что он этого не сделает.